# ADOdb
ADOdb es un conjunto de bibliotecas de bases de datos para PHP y Python. Esta permite a los programadores desarrollar aplicaciones web de una manera portable, rápida y fácil. La ventaja reside en que la base de datos puede cambiar sin necesidad de reescribir cada llamada a la base de datos realizada por la aplicación.
Según el Sitio oficial de ADOdb, son soportadas las siguientes bases de datos:
- MySQL
- PostgreSQL
- Interbase
- Firebird
- Informix
- Oracle
- MS SQL
- Foxpro
- Access
- ADO*
- Sybase ASE
- FrontBase
- DB2
- SAP DB
- SQLite
- Netezza
- LDAP
- generic ODBC and ODBTP

Cabe notar que ADOdb usa SQL. Teniendo en cuenta que cada base de datos implementa SQL de una manera levemente diferente, es trabajo del desarrollador prestar cuidadosa atención a las características y funciones específicas de la base de datos para mantener la portabilidad del código.